# Jaryszek
Jaryszek – nieoficjalny przysiółek wsi Uników w Polsce, położony w województwie łódzkim, w powiecie sieradzkim, w gminie Złoczew.
Nazwa nie występuje w zestawieniach miejscowości, jest wymienia w zestawieniu sołectw gminy. Wchodzi w skład sołectwa Uników.
W latach 1975–1998 miejscowość administracyjnie należała do województwa sieradzkiego.
W XIX w. były to 3 gospodarstwa, w tym karczma przydrożna.